# Shalom Turgeman
Shalom Charly Turgeman, detto Papi (in ebraico פפי תורג'מן‎?; Gerusalemme, 7 aprile 1970), è un ex cestista israeliano.

## Carriera
Con Israele ha disputato tre edizioni dei Campionati europei (1997, 1999, 2001).

## Palmarès
- Coppa di Israele: 2

Hapoel Gerusalemme: 1995-1996, 1996-1997